# Stücke zum Buch Ester
Die Stücke zum Buch Ester sind Texte, die zu den Apokryphen der Lutherbibel gehören. Im Gegensatz zu den Stücken zum Buch Daniel sind diese Texte nicht aus sich heraus verständlich, sondern als Ergänzung zum Buch Ester verfasst und auf dieses bezogen.
Inhaltlich handelt es sich um Überschüsse der griechischen Fassung des Esterbuchs in der Septuaginta gegenüber dem hebräischen Buch Ester, welches als eine der Megillot zum jüdischen Kanon heiliger Schriften (Tanach) gezählt wird. In der Septuaginta sind diese Textabschnitte ein integraler Teil des Buches, Hieronymus übersetzte für die Vulgata aber das hebräische Esterbuch und fügte die Stücke zum Buch Ester als Anhang (Kapitel 10,4–16,21) hinzu. Martin Luther folgte der Vulgata-Tradition in der Aussonderung der nur griechisch überlieferten Texte aus dem hebräischen Textbestand, unterschied sich aber darin, dass er diesen Anhang ganz vom Esterbuch trennte und ihn nicht zum eigentlichen Alten Testament rechnete.
Die kirchenamtliche katholische Einheitsübersetzung bietet einen Mischtext: in die Übersetzung des hebräischen Esterbuches werden an der Stelle, wo sie in der Septuaginta vorkommen, die aus dem Griechischen übersetzten Stücke zu Ester eingefügt. Die ökumenisch verantwortete Gute Nachricht Bibel bietet die Übersetzung des hebräischen Buchs Ester im Alten Testament und die Übersetzung des (kompletten) griechischen Esterbuchs in den hier sogenannten Spätschriften des Alten Testaments.

## Inhalte
Die neuere Forschung folgt der Göttinger Septuaginta-Edition von Hanhart und bezeichnet die Texte mit den Großbuchstaben A bis F; dies ist auch die Anordnung in der revidierten Lutherbibel (2017):
- A Traum Mordechais; Mordechai rettet den König vor einem Komplott.
- B Edikt des Königs Artaxerxes zur Ausrottung der Juden.
- C Gebet Mordechais und Gebet der Königin Ester.
- D Ester tritt vor den König.
- E Edikt des Königs Artaxerxes zur rechtlichen Anerkennung der Juden.
- F Mordechai deutet seinen Traum. Midrasch zum Purimfest. Kolophon zur griechischen Übersetzung des Esterbuches.

Das griechische Esterbuch stellt mit einem geschichtstheologischen Rahmen (Stücke A und F) das Schicksal der Juden im persischen Reich in einen weltgeschichtlichen, ja sogar kosmischen Kontext. Indem zwei Edikte des Artaxerxes im Wortlaut mitgeteilt werden (Stücke B und E), erfährt der Leser auch zwei konträre Bewertungen der jüdischen Bevölkerung: für das Pogromedikt (B) sind sie eine „menschenfeindliche und staatsgefährdende Bevölkerungsgruppe“; für das Toleranzedikt (E) dagegen sind sie Staatsbürger, die nach sehr gerechten religiösen Gesetzen leben und Kinder des höchsten, größten und lebendigen Gottes sind. Im Zentrum der Komposition stehen die Gebete Mordechais und Esters (C); die kurze Notiz des hebräischen Esterbuchs, dass Ester vor den König tritt, wird in der griechischen Fassung zu einer dramatischen Auftrittsszene ausgebaut (D).

## Entstehung
Das Kolophon benennt einen Jerusalemer namens Lysimachos als Übersetzer des Esterbuchs ins Griechische und datiert seine Arbeit ins Jahr 78/77 v. Chr. Die Bezeichnung des Haman als „Makedonier“ in Stück E könnte darauf hindeuten, dass die Stücke zu Ester zwischen der zweiten Hälfte des 2. und dem Beginn des 1. Jahrhunderts v. Chr. entstanden sind. Sie blicken demnach auf den Sieg Alexanders des Großen über die Perser zurück. Die beiden – fiktiven – Edikte (B und E) sind typische Produkte hellenistischer Geschichtsschreibung, womit die Person des Artaxerxes zusätzliches Kolorit erhält. Möglicherweise sind die Stücke A und F (Traum Mordechais und seine Deutung) älter und wurden ursprünglich auf Hebräisch oder Aramäisch verfasst. Sie zeigen eine Nähe zu apokalyptischen Texten, insbesondere zu Dan 7. In Stück C wird wahrscheinlich auf eine Einschränkung des Jerusalemer Kultes zur Zeit von Antiochos IV. Epiphanes (167/164 v. Chr.) angespielt.

## Charakterisierung des griechischen Esterbuchs
Die Eigenständigkeit des griechischen gegenüber dem hebräischen Esterbuch wird aus den Stücken erkennbar, die es zusätzlich zu diesem bietet: eine explizite Religiosität und eine Geschichtstheologie, die mit dem rettenden Eingreifen Gottes zugunsten seines Volkes rechnet; er wird im Gebet als allmächtiger und allwissender Schöpfer und als barmherziger und gerechter Gott angesprochen.
Dagegen ist das hebräische Esterbuch neben dem Hohenlied das einzige Buch des Tanach, das weder den Gottesnamen JHWH noch eine andere Bezeichnung für Gott enthält. Nur indirekt wird ein Eingreifen Gottes zur Rettung seines Volkes angedeutet:
- Mordechai rechnet damit, dass die Juden „von einem anderen Ort her“ Hilfe erhalten (Est 4,14 LUT);
- Akrostichon des Gottesnamens JHWH in Est 5,4 LUT, an inhaltlich entscheidender Stelle;
- Hamans Frau hält Mordechai für unüberwindlich, weil er ein Jude sei (Est 6,13 LUT);
- Nach der Rettung der Juden schließen sich viele Proselyten dem Judentum an (Est 8,17 LUT).

## Textausgaben
- Alfred Rahlfs, Robert Hanhart: Septuaginta: Id Est Vetus Testamentum Graece Iuxta LXX Interpretes. Deutsche Bibelgesellschaft, Stuttgart 2006. ISBN 978-3-438-05119-6.
- Wolfgang Kraus, Martin Karrer (Hrsg.): Septuaginta Deutsch. Das griechische Alte Testament in deutscher Übersetzung. Deutsche Bibelgesellschaft, Stuttgart 2009. ISBN 978-3-438-05122-6.